# Трипартійна коаліція (Франція)
Трипартійна коаліція (1945–1947 рр.) — коаліція лівих та лівоцентристських політичних партій Франції (СФІО, ФКП, МРП), що формувала три останніх уряди Тимчасового режиму у Франції та перший уряд Четвертої французької республіки.

## Ліві сили Франції після Другої світової війни
Після звільнення Франції від німецьких окупантів та відновлення її суверенітету у сіспільстві значно посилився вплив лівих та лівоцентристських сил. Найбільшою новою політичною силою став Народно-республіканський рух (МРП), що виник у листопаді 1944 р. Його керівниками стали видатні діячі Опору — Жорж Бідо та Моріс Шуман. Програма МРП була заснована на ідеології християнського соціалізму та містила положення про часткову націоналізацію банків і промисловості, державне керування економікою, участь робітників в управлінні підприємством. Зовнішньополітичний курс руху був спрямований на об'єднання країн Західної Європи у «Сполучені Штати Європи».

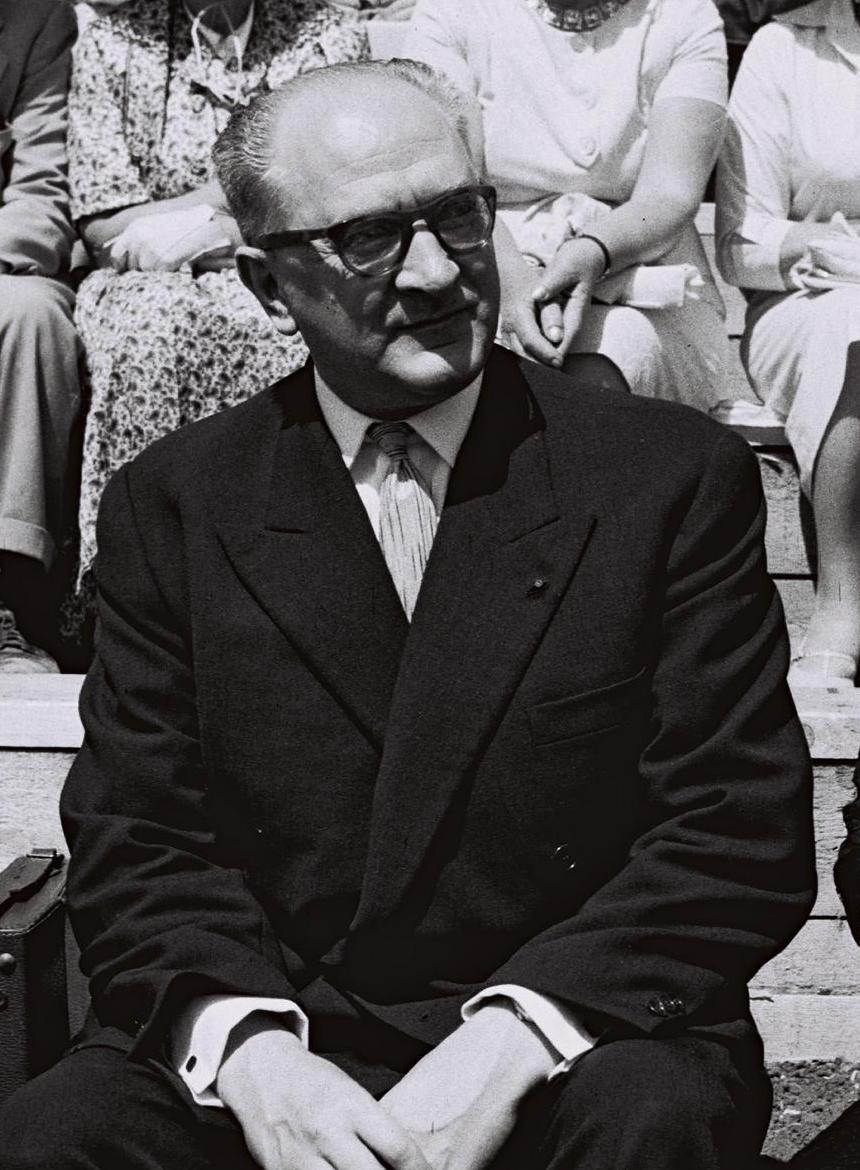
Гі Молле

В перші роки після звільнення Франції генеральний секретар СФІО Д. Мейєр, якому в роки Другої світової війни вдалось відновити партію в підпіллі, спробував зробити її соціал-демократичною подібно до Лейбористської у Великій Британії, тобто об'єднати на платформі ревізіонізму соціалістів, профспілки та лівих католиків. У 1946 р. питання щодо реорганізації СФІО обговорювалось на першому післявоєнному з'їзді соціалістів, де проти лінії Мейєра на «відхід від марксизму» різко виступив Гі Молле — один з нових молодих лідерів партії. Більшість соціалістів підтримала Гі Молле, обравши його генеральним секретарем, відтак висловилась за те, щоб СФІО залишилась класовою партією. Хоча й за часів Гі Молле СФІО не відмовилась від теорії Леона Блюма про «здійснення влади». Це дозволило соціалістам в роки Четвертої республіки не лише брати участь у численних коаліційних урядах, але й неодноразово їх очолювати. Завдяки участі у русі Опору СФІО посилила свої позиції у суспільстві. У 1946 р. її чисельність перевищила максимальний довоєнний рівень та досягла 350 тис. чол. В партії посилилось ліве крило, що говорило про свою прихильність до марксизму. Його вплив виявився у «Декларації принципів», що була прийнята СФІО у 1946 р. В цьому документі, який відтворював деякі марксистські положення, СФІО знову (як і в «Хартії єдності» 1905 р.) оголошувала себе «партією класової боротьби» та «партією головним чином революційною». Вона проголошувала свій намір ліквідувати капіталістичний режим, знищити класи, передати засоби виробництва і обміну у власність колективу, проте не містила питання щодо диктатури пролетаріату. У грудні 1944 р. Комуністична і Соціалістична партії організували постійну Погоджувальну раду.
Комуністи як одна з головних сил руху Опору також користувались великою підтримкою в суспільстві. Їх позиція під час війни стала більш компромісною. Комуністична партія (ФКП) виступала за співробітництво з іншими антифашистськими силами, закликала робітників утриматись від страйків. Для комуністів залишались актуальними розширення системи соціального захисту, націоналізація головних галузей промисловості та фінансової системи.

## Вибори до Установчих зборів
21 жовтня 1945 р. у Франції відбулися перші після перемоги вільні вибори і референдум з питання про скликання Установчих зборів. На виборах комуністи завоювали 152 мандати, МРП — 152, соціалісти — 142, радикали — 29. Збори обрали де Голля главою уряду, до якого ввійшли 5 комуністів, 5 соціалістів, 5 членів МРП і 6 голлістів. Заступником прем'єр-міністра став лідер ФКП Моріс Торез.

## Уряди трипартійної коаліції
Через незгоду з втручанням Установчих зборів у діяльність уряду Шарль де Голль 20 січня 1946 р. оголосив про свою відставку. З цього часу протягом року уряди формувала трипартійна коаліція МРП, СФІО та ФКП. Перший коаліційний уряд (26 січня — 12 червня 1946 р.) очолив соціаліст Фелікс Гуен, 23 червня 1946 р. його змінив на посаді народний республіканець Жорж Бідо (прем'єр-міністр до 28 листопада 1946 р.)
Уряди Гуена та Бідо провели низку реформ. У 1946 р. були націоналізовані головні страхові компанії, а також електроенергетична та газова промисловість країни. Державний сектор, таким чином, значно збільшився. Він випускав 15-20% промислової продукції та контролював 35-40% капіталовкладень.
Чималих успіхів було досягнуто у галузі соціального забезпечення. У 1945 р. відновили 40-годинний робочий тиждень. Знову запроваджувались 2-тижневі оплачувані відпустки для робітників та 3-тижневі для службовців. Була створена єдина державна система соціального страхування, що поширювалась на всіх найманих працівників.

## Прийняття нової Конституції
Головна боротьба в цей час розгорнулась за майбутню Конституцію Французької Республіки. Якщо комуністи та, спочатку, соціалісти виступали за передачу повноти влади Національним зборам одночасно з ліквідацією інститутів верхньої палати — Сенату — та Президента, то МРП, радикали та правоцентристи жадали посилити виконавчу владу (уряд, Президент), зберігши також Сенат. Лівий проект був провалений на референдумі 5 травня 1946 р. Після цього відбулись нові вибори до Установчих зборів, внаслідок яких трипартійна коаліція була збережена.
Коаліційні сили змогли домовитись про компромісний варіант Конституції, відкинувши як пропозиції де Голля щодо сильної президентської влади, так і ідеї попереднього проекту лівих. Був збережений двопалатний парламент, проте повноваження Президента значно обмежили. 13 жовтня 1946 р. Конституція була ухвалена на референдумі, що знаменувало юридичне оформлення Четвертої Республіки у Франції. Перехідний уряд Леона Блюма (16 грудня 1946 — 16 січня 1947 рр.)передав владу в країні Президентові Венсану Оріолю та новому коаліційному кабінету соціаліста Рамадьє.

## Розпад трипартійної коаліції
З кінця 1946 р. взаємостосунки між учасниками трипартійної коаліції загострились. Лідери СФІО відмовились від участі у Погоджувальній раді з комуністами. Леон Блюм в цей час висунув на противагу тоталітарному комунізму ідею демократичного чи гуманістичного соціалізму, що відкидав диктатуру пролетаріату. Блюм заперечував класовий характер французької демократії та закликав підтримувати союзницькі відносини з Великою Британією та США. 5 травня 1947 р. комуністи були виведені зі складу уряду, що остаточно зруйнувало трипартійну коаліцію.